# Asociación por los Derechos Civiles (Argentina)
La Asociación por los Derechos Civiles (ADC) es una organización de la sociedad civil sin ánimo de lucro con sede en Argentina que, desde su creación en 1995, trabaja en la defensa y promoción de los derechos civiles y derechos humanos en el país y América Latina.

## Visión
La ADC trabaja en favor de una sociedad más democrática e inclusiva, respetuosa del Estado de Derecho, que reconoce a todas las personas en su dignidad, libertad y pleno ejercicio de sus derechos fundamentales.

## Misión
La ADC promueve y defiende los derechos fundamentales de las personas, fomenta el fortalecimiento democrático y aboga por una sociedad inclusiva, con especial atención a los grupos en situación de vulnerabilidad, a través de la identificación e investigación de temáticas de vanguardia, el desarrollo de estrategias de incidencia y comunicación, y en particular, el uso del litigio estratégico de interés público, como herramienta gratuita de acceso público para todas las personas.

## Valores
La misión, visión y valores de la ADC resumen un profundo proceso de reflexión institucional. Veinticinco años después de su fundación, fue necesario revisar la forma en que la ADC se ocupa de cuestiones cada vez más complejas y reajustar el soporte institucional, para que fuera no sólo adecuado, sino también sostenible y resistente a condiciones cambiantes del contexto nacional e internacional.
En su sitio web, se sintetiza: Igualdad – Compromiso – Respeto – Pluralidad – Diversidad – Transparencia – Honestidad – Seriedad – Independencia – Libertad – Inclusión

## Historia
La Asociación por los Derechos Civiles (ADC) fue creada en la Ciudad Autónoma de Buenos Aires en 1995. Se ha destacado en su lucha por la promoción y defensa de los principios fundacionales del Estado de Derecho.
Desde su origen, utilizó la herramienta del litigio estratégico. En 1996 se obtuvo un fallo que obligó a los edificios públicos a colocar rampas de acceso para discapacitados (“caso Labaton”) y otro que obligó a la Federación Argentina de Tiro a reconocer el Primer Premio del Torneo Nacional de Tiro para una mujer, que hasta ese año sólo se concedía a los competidores varones.
Pronto, estos casos individuales de litigio se convirtieron en casos de interés público. La ADC descubrió que la defensa persistente y estratégica de los derechos humanos en los tribunales tenía un impacto sustantivo en la agenda pública, permitiendo cambios en las políticas que rigen la protección o la violación de estos derechos. Así se obtuvieron resultados positivos en litigios promovidos en casos relacionados con discriminación, libertad de culto, accesibilidad para las personas con discapacidad, derecho a la medicación, acceso universal a la educación, acceso a la información pública, entre otros.
Estas primeras victorias jurídicas llevaron a la organización a adoptar programas más ambiciosos. La ADC impulsó y acompañó reformas estructurales en los diferentes poderes del Estado, que abarcaron desde la promoción del voto nominado en el Congreso hasta nuevas formas de intervenir y participar en los litigios ante la Corte Suprema mediante la figura del amicus curiae. A través de sólidas alianzas, promovió cambios en la forma de elegir y nombrar a los miembros del Poder Judicial y supervisó la transparencia en el proceso de deliberación para el nombramiento de los jueces del máximo tribunal.
Todo esto fue apoyado por investigación constante y de alta calidad. La ADC fue la primera organización en documentar de manera sistemática cómo se utilizaba la publicidad del gobierno para impactar en la libertad de expresión. Examinó el acceso a la educación en la Provincia de Buenos Aires para las poblaciones migrantes y las personas con discapacidad, y relevó el funcionamiento del Consejo de la Magistratura.
La ADC también participó activamente en acciones que contribuyeron a la aprobación de leyes sobre la igualdad del matrimonio (se aprobó en 2010) y la identidad de género (se convirtió en ley en 2012) y, desde hace muchos años promueve el pleno reconocimiento de los derechos de la mujer a la salud sexual y reproductiva.
Cabe aclarar que si bien la ADC —tal y como su nombre lo indica— tiene como foco primario la atención al amplio espectro de derechos civiles, este objetivo ha hecho necesario atender también cuestiones vinculadas al espectro de derechos políticos, económicos, sociales y culturales.
Más recientemente, la organización ha prestado especial atención a los nuevos desafíos que las tecnologías digitales generan para los derechos humanos en general, en los que abordamos temas vinculados a Libertad de Expresión y Privacidad, como ciberseguridad, protección de datos personales, biometría, las tecnologías de vigilancia, uso de nuevas tecnologías para la investigación criminal, grandes datos y uso de algoritmos, responsabilidad de los intermediarios, censura en línea, bloqueo y filtrado de contenidos; anonimato y cifrado; acceso y conectividad. 
Más recientemente, la ADC identificó otros desafíos dentro del entorno digital y las nuevas tecnologías frente a otros derechos, entre los cuales se encuentran el derecho a la igualdad y la no discriminación, el derecho a la defensa legal, la protección de datos personales, la libertad de expresión y de asociación y la igualdad de género, entre otros. 
Al poco tiempo, la ADC identificó  otros desafíos que el entorno digital y las nuevas tecnologías presentan a otros derechos, como la protección de datos personales, la libertad de expresión y de asociación online, la baja de contenidos de plataformas sociales y la violencia de género digital, entre otros.

## Estructura

#### Junta Directiva
- Hernán Gullco
- Alejandro Carrió
- Alejandro Segarra
- Catalina Smulovitz
- María de los Ángeles Baliero de Burundarena
- Ana María Mustapic
- Adriana Zanutigh
- Fernando Basch

#### Consejo Académico
- Ricardo Gil Lavedra
- Eduardo Rivera López
- Mabel Alicia De los Santos de Peyrano
- Luz María Pagano
- Marcos Salt

#### Dirección
- Valeria Milanes - Directora Ejecutiva
- Alejandro Segarra - Director de Litigio Estratégico de Interés Público
- Sergio Bustamante Godoy - Director de Formación y Talento

## Ejes de trabajo
En su agenda actual, la ADC trabaja con los siguientes ejes: 
- Protección de datos personales y políticas de privacidad

- Ciberseguridad y cibercrimen.
- Biometría y tecnología de vigilancia
- Debida diligencia en derechos humanos en el desarrollo de tecnología
- Empresas y Derechos Humanos
- Género, diversidad e Inclusión en las tecnologías digitales
- Accesibilidad Digital
- Libertad de expresión y plataformas digitales
- Discursos de odio en línea
- Microtargeting en elecciones
- Publicidad electoral en redes sociales
- Niños, niñas y adolescentes y el entorno digital

### Plan estratégico
El 4 de marzo de 2020 la ADC aprobó su Plan Estratégico 2020-2024 #ConstruyendoPuentes.
El plan muestra la continuidad con el trabajo relativo a grupos en situación de vulnerabilidad y una actualización a partir del enfoque en el entorno digital. Allí se explica que los fenómenos que tienen lugar en la esfera digital requieren una comprensión y una experiencia particulares. Pero que, sin embargo, esta perspectiva debe salvar la brecha entre los mundos analógico y digital, y ofrecer un enfoque integrado.
Se resaltan tres corrientes programáticas: Derechos y Garantías, Sistema Democrático e Inclusión. Estas tres corrientes interactúan entre sí para abordar de manera eficiente los diversos escenarios en los que convergen uno o más derechos, manteniendo al mismo tiempo la coherencia institucional y una asignación de recursos más adecuada.
Con la confección de este plan, se decidió también que el enfoque digital y de género se llevasen a cabo de manera  transversal en las tres corrientes programáticas y que el trabajo de la ADC requiriese de un diálogo adecuado entre los escenarios nacional, regional latinoamericano e internacional. 